# Santa Cruz Itundujia
Santa Cruz Itundujia är en ort i Mexiko.   Den ligger i kommunen Santa Cruz Itundujia och delstaten Oaxaca, i den sydöstra delen av landet, 300 km sydost om huvudstaden Mexico City. Santa Cruz Itundujia ligger 2 337 meter över havet och antalet invånare är 932.
Terrängen runt Santa Cruz Itundujia är kuperad åt nordost, men åt sydväst är den bergig. Runt Santa Cruz Itundujia är det ganska glesbefolkat, med 27 invånare per kvadratkilometer. Santa Cruz Itundujia är det största samhället i trakten. I omgivningarna runt Santa Cruz Itundujia växer i huvudsak blandskog.